# Viggo Kampmann
Viggo Olfert Fischer Kampmann (Frederiksberg, 21 juli 1910 - Store Torøje, 3 juni 1976) was een Deens sociaaldemocratische politicus en Deens premier van 19 februari 1960 tot 3 september 1962. Tijdens zijn ambt als eerste minister stond hij ook aan het hoofd van zijn partij Socialdemokraterne. Daarnaast was hij van 30 september 1953 tot 21 februari 1960 minister van Financiën in Denemarken.

## Loopbaan
Kampmann was een academicus en was de eerste politicus met een academische achtergrond die zo ver doorgroeide in de sociaaldemocratische partij. Voordat hij minister van Financiën werd was hij werkzaam op het nieuwe secretariaat voor economische zaken als de voornaamste adviseur van de minister van Financiën. Hij werd voor het eerst verkozen in het Deense parlement in 1953. Hij was kortstondig minister van Financiën van 16 september 1950 tot 30 oktober 1950. Hij werd opnieuw minister van Financiën van 30 september 1953 tot 31 maart 1960 en dit bij de kabinetten Hans Hedtoft II, H.C. Hansen I en II. In deze periode was Kampmann regelmatig afwezig : Hij leed aan een bipolaire stoornis. Deze situatie werd door de Deense pers niet publiek gemaakt.
Toen de eerste minister en partijgenoot Hans Christian Hansen in 1960 stierf volgde Kampmann hem op. Hij vormde het kabinet Viggo Kampmann I. De toenmalige coalitie werd gevormd door de sociaaldemocraten, de sociaalliberalen en de partij Retsforbundet, waarmee Kampmann moeilijk samenwerkte. Na de parlementaire verkiezingen van 1960 kon Kampmann een minderheidsregering vormen met de sociaalliberalen waarbij hij aan het hoofd stond van het kabinet Viggo Kampmann II.
Kampmann nam ontslag op 3 september 1962 en dit na een aantal hartaanvallen. Hij werd opgevolgd door Jens Otto Krag die zowel zijn taak als eerste minister als van partijvoorzitter overnam.
- Gemeinsame Normdatei: 1128443503
- International Standard Name Identifier: 0000 0000 5343 2967
- Library of Congress Control Number: no2005008659
- LIBRIS: 192546
- Système universitaire de documentation: 180996037
- Virtual International Authority File: 14740351
- WorldCat: E39PBJwdjkTHtMkTHyXkJPwHmd